# یوبیکوتی
یوبیکوتی (انگلیسی: Ubiquiti) یک شرکت فناوری آمریکایی است که در سن حوزه، کالیفرنیا، در سال ۲۰۰۳ تأسیس شد. این شرکت اکنون در شهر نیویورک مستقر است، یوبیکوتی ارتباطات داده بی‌سیم و محصولات سیمی را برای شرکت‌ها و خانه‌ها با نام‌های تجاری متعدد تولید و به فروش می‌رساند. در ۱۳ اکتبر ۲۰۱۱، یوبیکوتی عرضه عمومی سهام اولیه خود (IPO) را با ۷٫۰۴ میلیون سهم، به قیمت ۱۵ دلار به ازای هر سهم، انجام داد.

## محصولات
اولین خط تولید یوبیکوتی سری کارت‌های رادیویی مینی PCI "Super Range" بود که پس از آن این شرکت تولید محصولات بی‌سیم دیگر را دنبال کرد.
کارت‌های Xtreme Range (XR) این شرکت بر روی باندهای غیر استاندارد IEEE 802.11 کار می‌کردند که تداخل آنرا در باندهای ۲٫۴ گیگاهرتز و ۵٫۸ گیگاهرتز کاهش داد. در اوت ۲۰۰۷ یک گروه آماتور ایتالیایی رکورد جهانی فاصله را برای پیوندهای نقطه به نقطه در طیف ۵٫۸ گیگاهرتز ثبت کردند. تیم ایتالیایی با استفاده از دو کارت XR5 و یک جفت آنتن دیش ۳۵ دسی‌بی، توانست یک پیوند ۳۰۴ کیلومتری (حدود ۱۸۸ مایل) با سرعتی بین ۴ تا ۵ مگابیت بر ثانیه ایجاد کند.
این شرکت (با نام تجاری Ubiquiti Labs) همچنین روترهای شبکه مش بی‌سیم خانگی و دستگاه ترکیبی نقطه دسترسی را به عنوان محصولات خانگی با نام AmpliFi تولید می‌کند.

### برندها
محصولات یوبیکوتی شامل Unifi ٫ AmpliFi ٫ EdgeMax ٫ UISP ٫ AirMax ٫ AirFiber ٫ GigaBeam و UFiber است. معروف‌ترین‌ترین سری محصولات این شرکت UniFi است که بر روی شبکه‌های خانگی، شبکه‌های سیمی و بی‌سیم تجاری متمرکز است.EdgeMax یک خط محصول اختصاص داده شده به شبکه‌های سیمی است که فقط شامل روترها و سوئیچ‌ها می‌شود.UISP که در سال ۲۰۲۰ معرفی شد، مجموعه ای از محصولات برای ارائه دهندگان خدمات اینترنتی است.
AirMax خط تولیدی است که به ایجاد پیوندهای نقطه به نقطه (PTP) و نقطه به چند نقطه (PtMP) بین شبکه‌ها اختصاص دارد.AirFiber و UFiber به ترتیب توسط ارائه دهندگان خدمات اینترنت بی‌سیم (WISP) و ارائه دهندگان خدمات اینترنت (ISP) استفاده می‌شوند.

### محصولات نرم‌افزاری
کنترلر UniFi یک بسته نرم‌افزاری است که می‌تواند بر روی سخت‌افزارهای خاص (UniFi Cloudkeys, UniFi Dream Machine) اجرا شود یا می‌تواند بر روی لینوکس، مک یا ویندوز نصب شود. این نرم‌افزار تمام دستگاه‌های متصل (نقاط دسترسی، روترها، سوئیچ‌ها، دوربین‌ها، قفل‌ها) را مدیریت می‌کند و یک نقطه واحد برای پیکربندی و مدیریت فراهم می‌کند.
WiFiman.com یک ابزار تست سرعت اینترنت است که در اکثر محصولات Ubiquiti ادغام شده‌است و همچنین دارای برنامه‌های موبایل و نسخه وب است.